# Sweet Alyssum
Sweet Alyssum est un film muet américain réalisé par Colin Campbell et sorti en 1915.

## Fiche technique
- Réalisation : Colin Campbell
- Scénario : Gilson Willets, d'après une histoire de Charles Major
- Date de sortie :  États-Unis : 15 novembre 1915

## Distribution
- Tyrone Power Sr. : Roanoke Brooks
- Kathlyn Williams : Daisy Brooks
- Edith Johnson : Sweet Alyssum
- Wheeler Oakman : Wynne Garlan
- Frank Clark : Robert Garlan
- Harry Lonsdale : Thurlow
- Gene Frazer : The Baby